# Менуа (департамент)
Менуа (фр. Menoua) — один из 8 департаментов Западного региона Камеруна. Находится в западной части региона, занимая площадь в 1 380 км².
Административным центром департамента является город Джанг (фр. Dschang). Граничит с департаментами: От-Плато (на востоке), От-Нкам (на юге и юго-востоке), Кунг-Кхи (на востоке), Бамбутос (на севере и северо-востоке), Лебьялем (на севере и западе), Купе-Маненгуба (на западе) и Мунго (на юге и юго-западе).

Департамент Менуа на карте Западного региона

## Административное деление
Департамент Менуа подразделяется на 7 коммун:
1. Джанг (фр. Dschang) (городская коммуна)
2. Джанг (фр. Dschang) (сельская коммуна)
3. Фокуэ (фр. Fokoué)
4. Фонго-Тонго (фр. Fongo-Tongo)
5. Нконг-Зем (фр. Nkong-Zem)
6. Пенка-Мишель (фр. Penka-Michel)
7. Сантшу (фр. Santchou)